# Gabriel Bernadotte
Gabriel Bernadotte (szw. Gabriel Carl Walther; ur. 31 sierpnia 2017 roku w Danderyd) – książę Szwecji, książę Dalarny, wnuk króla Szwecji, Karola XVI Gustawa. Jest drugim synem księcia Värmlandu, Karola Filipa Bernadotte, oraz jego żony, Zofii Hellqvist. Obecnie zajmuje szóste miejsce w linii sukcesji do szwedzkiego tronu – za swoim starszym bratem – Aleksandrem, a przed młodszym bratem – Julianem.

## Biografia

### Narodziny i chrzest
Urodził się 31 sierpnia 2017 roku o godz. 11.24 jako drugie dziecko księcia Värmlandu, Karola Filipa Bernadotte, oraz jego żony, Zofii Hellqvist. W dniu urodzin ważył 3.4 kilogramów i mierzył 49 centymetrów. Jego ojciec był obecny przy porodzie i osobiście przeciął pępowinę, a następnie wziął udział w konferencji prasowej, podczas której oficjalnie poinformował o narodzinach drugiego dziecka. Data 31 sierpnia jest szczególna dla ojca chłopca oraz jego ciotki, Magdaleny, którzy zostali wtedy ochrzczeni – odpowiednio: w 1979 i w 1982 roku.
W poniedziałek, 4 września 2017 roku, w kaplicy Pałacu Królewskiego w Sztokholmie odbyło się nabożeństwo (Te Deum) z okazji jego przyjścia na świat. Tego samego dnia, w czasie posiedzenia szwedzkiego rządu, podczas spotkania z rządem, jego dziadek, Karol XVI Gustaw, poinformował, że chłopiec otrzymał imiona Gabriel Karol Walter (szw. Gabriel Carl Walther) oraz tytuł księcia Dalarny. Imię Karol jest tradycyjnym imieniem szwedzkiej rodziny królewskiej, natomiast Walter jest imieniem ojca królowej Sylwii, babki Gabriela.
Gabriel został ochrzczony w wierze luterańskiej 1 grudnia 2017 roku w kaplicy pałacu Drottningholm. Jego chrzestnymi zostali: jego ciotka ze strony ojca, Magdalena Bernadotte (księżna Hälsinglandu i Gästriklandu), ciotka ze strony matki, Sara Hellqvist, a także Thomas de Toledo Sommerlath, Carolina Pihl i Oscar Kylberg.
Został ochrzczony w szatce chrzcielnej, która była po raz pierwszy noszona przez jego pradziadka, Gustawa Adolfa Bernadotte, kiedy został ochrzczony w 1906 roku. Imię i datę chrztu dodano do sukni. Zgodnie z tradycją zapoczątkowaną na chrzcie jego ciotki został ochrzczony wodą pochodzącą z drugiej co do wielkości szwedzkiej wyspy – Olandii. Ceremonii chrztu przewodniczył arcybiskup Anders Wejryd, który w 2010 roku udzielił ślubuWiktorii, księżniczce koronnej (następczyni tronu Szwecji) i Danielowi Westlingowi. Tego samego dnia został odznaczony przez swojego dziadka, Karola XVI Gustawa, Królewskim Orderem Serafinów.
Ma dwóch braci – Aleksandra (ur. 19 kwietnia 2016) i Juliana (ur. 26 marca 2021) oraz jedną siostrę, Ines (ur. 7 lutego 2025).

### Młodość
Gabriel bierze udział w uroczystościach związanych ze szwedzką rodziną królewską. Był obecny chociażby na chrzcie swojej kuzynki, księżniczki Adrianny.
7 października 2019 roku na mocy dekretu króla Szwecji Gabriel utracił predykat Jego Królewskiej Wysokości i przestał był członkiem szwedzkiego domu królewskiego (ale pozostał członkiem szwedzkiej rodziny królewskiej, zachował tytuł księcia Dalarny oraz miejsce w linii sukcesji do tronu).

## Tytulatura
2017-2019: Jego Królewska Wysokość Książę Gabriel, książę Dalarny
Od 2019: Książę Gabriel, książę Dalarny

## Odznaczenia
- Order Królewski Serafinów – 2017[14][15]

## Genealogia
| Pradziadkowie                             | Gustaw Adolf Bernadotte (1906 – 1947) ∞ Sybilla Koburg (1908 – 1972) | Gustaw Adolf Bernadotte (1906 – 1947) ∞ Sybilla Koburg (1908 – 1972) | Walther Sommerlath ∞ Alice Soares de Toledo                        | Walther Sommerlath ∞ Alice Soares de Toledo                        | Stig Hellqvist ∞ Ingrid Hellqvist                                  | Stig Hellqvist ∞ Ingrid Hellqvist                                  | Janne Herbert Ribbe Rotman ∞ Britt Ingegerd                        | Janne Herbert Ribbe Rotman ∞ Britt Ingegerd                        |
| Dziadkowie                                | Karol XVI Gustaw (ur. 1946) ∞ 1976 Sylwia Sommerlath (ur. 1943)      | Karol XVI Gustaw (ur. 1946) ∞ 1976 Sylwia Sommerlath (ur. 1943)      | Karol XVI Gustaw (ur. 1946) ∞ 1976 Sylwia Sommerlath (ur. 1943)    | Karol XVI Gustaw (ur. 1946) ∞ 1976 Sylwia Sommerlath (ur. 1943)    | Erik Oscar Hellqvist ∞ Marie Britt Rotman                          | Erik Oscar Hellqvist ∞ Marie Britt Rotman                          | Erik Oscar Hellqvist ∞ Marie Britt Rotman                          | Erik Oscar Hellqvist ∞ Marie Britt Rotman                          |
| Rodzice                                   | Karol Filip Bernadotte (ur. 1979) ∞2015 Zofia Hellqvist (ur. 1984)   | Karol Filip Bernadotte (ur. 1979) ∞2015 Zofia Hellqvist (ur. 1984)   | Karol Filip Bernadotte (ur. 1979) ∞2015 Zofia Hellqvist (ur. 1984) | Karol Filip Bernadotte (ur. 1979) ∞2015 Zofia Hellqvist (ur. 1984) | Karol Filip Bernadotte (ur. 1979) ∞2015 Zofia Hellqvist (ur. 1984) | Karol Filip Bernadotte (ur. 1979) ∞2015 Zofia Hellqvist (ur. 1984) | Karol Filip Bernadotte (ur. 1979) ∞2015 Zofia Hellqvist (ur. 1984) | Karol Filip Bernadotte (ur. 1979) ∞2015 Zofia Hellqvist (ur. 1984) |
| Gabriel Bernadotte (ur. 31 sierpnia 2017) |                                                                      |                                                                      |                                                                    |                                                                    |                                                                    |                                                                    |                                                                    |                                                                    |